# 馬爾漢 (完顏氏)
馬爾漢（？年—1677年），完顏氏，滿洲鑲紅旗人，清朝政治人物。
馬喇希之子，順治十二年（1655年）三月襲封三等子。
女適多羅平悼郡王訥爾福（1678年－1701年）為嫡福晉。